# Vert de bromocrésol
Le vert de bromocrésol ou 3,3',5,5'-tétrabromo-m-crésolsulfonephtaléine est un composé aromatique dérivé du triphénylméthane, utilisé comme indicateur coloré de pH. Son pKA est de 4,9. Sa teinte sensible est le vert, couleur de ses sels cristallins (souvent des sels de sodium).
| Forme acide jaune | Zone de virage pH 3,8 à 5,4 | Forme basique bleu |
| |                             |                    |
| De gauche à droite : solution de HCl à 0,1 M, 3 solutions tampon de pH=3,78, 3 de pH=4,00, 3 de pH=4,62 et une solution de NaOH à 0,1 M avec différentes quantités de vert de bromocrésol (les solutions les plus sombres sont celles en ayant le plus.) |                             |                    |

En solution aqueuse, le vert de bromocrésol existe donc sous deux formes : la forme acide monoanionique jaune et la forme déprotonée dianionique bleue, qui est stabilisée par résonance :
Le point isobestique de cet indicateur se situe à environ 515 nm sur les courbes d'absorbances :
En cas d'ingestion, il colore l'urine et les selles en bleu.[réf. nécessaire]